# The Modern Lovers
The Modern Lovers é uma banda de Boston, Massachusetts, segundo texto do Allmusic, formada no início dos anos 70 e constituída por Jonathan Richman (guitarrista / vocalista), Ernie Brooks (baixista), Jerry Harrison (tecladista, futuro Talking Heads) e David Robinson (baterista, futuro The Cars). Seu álbum de 1976, The Modern Lovers, contém suas músicas mais conhecidas, "Roadrunner" e "Pablo Picasso".

## História

### 1970-1973: The Modern Lovers
Depois de nove meses em Nova Iorque e tentando a vida como músico, Jonathan Richman rapidamente organiza uma banda com seu amigo de infância, John Felice, como guitarrista, David Robinson na bateria e Rolfe Anderson no baixo. O primeiro show foi em setembro de 1970. O The Modern Lovers era profundamente influenciado por The Stooges e, principalmente, The Velvet Underground - incluindo um par de semanas com Jonathan dormindo no sofá do manager do Velvet Underground, Steve Sesnick, durante sua estadia passada em Nova Iorque.
No começo de 1971, John Felice e Rolfe Anderson deixam o grupo. Rolfe foi, definitivamente, substituído pelo baixista Ernie Brooks e John Felice parte para montar o The Real Kids. O tecladista Jerry Harrison se junta ao Modern Lovers. Em 1971, Stuart Love, da Warner Bros., os convida para gravações no Intermedia Studio, em Boston, de onde sai a música "Hospital". Esta fita demo gerou algum burburinho na indústria e despertou o interesse da A&M Records. Assim, com essa formação, Richman, Brooks, Harrison, Robinson, viajam para Los Angeles em abril de 1972 e gravam algumas canções, com produção de John Cale, ex-membro do Velvet Underground, para a Warner Bros. e, ao mesmo tempo, com Alan Mason, para a A&M Records. Elas formariam o disco de estreia da banda, The Modern Lovers, lançado somente em 1976 pela Beserkley Records (com a indicação de "Home of The Hits" na prensagem), quando a formação original não mais existia, desde 1973. Em 1981, foi lançado pela Bomp! Records o disco The Original Modern Lovers, com sessões feitas posteriormente, em junho de 1972, com o produtor Kim Fowley.

### The Modern Lovers(1976)

#### Lado 1
1. "Roadrunner"
2. "Astral Plane"
3. "Old World"
4. "Pablo Picasso"

#### Lado 2
1. "She Cracked"
2. "Hospital"
3. "Someone I Care About"
4. "Girl Friend"
5. "Modern World"

### 1976-1988: Jonathan Richman and the Modern Lovers
O som protopunk, registrado no início de sua carreira, influenciou vários estilos dentro do rock nas décadas seguintes. Com formações variadas, outra sonoridade e, a partir de 1976, adotando o nome de Jonathan Richman and The Modern Lovers, gravaram álbuns, principalmente, pela Beserkley Records (permanecendo nesta gravadora até Jonathan Sings!, de 1983). A banda seguiu fazendo turnês até 1988, quando lançam Modern Lovers 88. Depois disso, Jonathan Richman seguiu carreira solo, fazendo apresentações somente com um baterista e com músicas num estilo mais próximo do folk e country.

## Single de "Roadrunner"
Em 1975, as duas versões de “Roadrunner” (a dos Modern Lovers - Once - e a gravada com o Earth Quake - Twice) foram lançadas num mesmo single pela Beserkley Records. Este single atingiu a posição #11 no Reino Unido, em julho de 1977 (com o número de catálogo BZZ1).

## The Modern Lovers, reedições
Brandon Ginsburg cita que a reedição em 2007, pela Castle, do disco The Modern Lovers em CD "contém sete faixas bônus, incluindo músicas essenciais e as sessões de gravação com o produtor Kim Fowley. O material bônus se funde, perfeitamente, com as nove faixas originais, formando uma escuta idílica e estendida". Em 2009 a gravadora 4 Men With Beards lança sua edição em vinil, segundo o site Insound.

## Gravações ao vivo
Com exceção do disco Modern Lovers 'Live' (1978), com material gravado, posteriormente, sob a denominação de Jonathan Richman and The Modern Lovers (com os músicos Leroy Radcliffe, Asa Brebner e D. Sharpe, citados no encarte); existem registros de shows ao vivo com a formação clássica do grupo. O primeiro foi Precise Modern Lovers Order (Live In Berkeley and Boston) que, como demonstra o Discogs, foi lançado em 1994 e contém: músicas 1-10 gravadas no Longbranch Saloon; música 11 gravada em Cambridge, em 1973; músicas 12-17 gravadas na Universidade Harvard, em 1971-1972 - indicando, em seu encarte, que a guitarra de John Felice aparece nas músicas deste último show.
O segundo registro sai em agosto de 1998 e se chama Live at the Longbranch and More. Sobre tal registro, o Discogs detalha as datas: músicas 1-8 gravadas no Longbranch Saloon, Berkeley, abril de 1972; música 9 gravada em Cambridge, Massachusetts, 1973; músicas 10-17 gravadas na Universidade Harvard, em 1971. John Felice aparece aqui nas músicas 10 a 17. Ari Wiznitzer diz, sobre este registro, que "a qualidade do som deixa algo a desejar...como um bootleg ruim"...e que "a banda não realiza grandes interpretações de todos os seus candidatos a hits". Uma edição em vinil, simplesmente denominada Longbranch, saiu no ano de 2010 pelo selo fonográfico Vinyl Lovers. A página Insound salienta que o registro inclui uma cover do The Velvet Underground, "Foggy Notion".
Outro álbum ao vivo dos Modern Lovers, lançado pela Vinyl Lovers em 2010, foi 96 Tears. O texto da página Insound comenta que "esta é a primeira gravação sobrevivente dos Modern Lovers. As nove músicas encontradas aqui (com exceção de "A Plea For Tenderness", gravada em 1973) foram registradas ao vivo na Universidade Harvard, em 1971, enquanto a banda ainda estava em seus primeiros estágios. É também uma das únicas gravações existentes do segundo guitarrista, John Felice, amigo de infância de Richman, que deixou a banda antes da gravação de seu primeiro álbum". O título deriva de uma das músicas nele contidas, "96 Tears", uma cover de Question Mark & The Mysterians.

## Músicas do The Modern Lovers por outros artistas
Outros artistas gravaram covers de músicas contidas no disco do The Modern Lovers. A mais conhecida foi a versão de "Roadrunner", gravada pelos Sex Pistols e incluída no álbum de 1979, The Great Rock 'n' Roll Swindle (segundo Scott Herren). Outra música, "Pablo Picasso", teve uma versão do próprio John Cale, incluída em seu álbum de 1975, Helen of Troy. David Bowie fez uma quase releitura de "Pablo Picasso", lançada em seu álbum Reality, de 2003. Outra versão foi gravada pela obscura banda Burning Sensations e que fez parte da trilha sonora do filme Repo Man (segundo D. Thompson, em seu texto The Curse of Pablo Picasso).

## Discografia

### The Modern Lovers

#### Em estúdio
- The Modern Lovers (1976) – Beserkley Records
- The Original Modern Lovers (1981) – Bomp! Records

#### Ao vivo
- Precise Modern Lovers Order (Live In Berkeley and Boston) (1994) - Rounder Records
- Live at the Longbranch and More (1998) - Last Call Records / Longbranch (2010) - Vinyl Lovers
- 96 Tears (2010) - Vinyl Lovers

### Jonathan Richman and the Modern Lovers
- Jonathan Richman & the Modern Lovers (1976) – Beserkley Records
- Rock 'n' Roll with the Modern Lovers (1977) – Beserkley Records
- Modern Lovers 'Live' (1978) – Beserkley Records
- Back in Your Life (1979) – Beserkley Records
- Jonathan Sings! (1983) – Beserkley Records
- Rockin' and Romance (1985) – Virgin / Rough Trade / Twin/Tone Records
- It's Time For … (1986) – Upside Records
- Modern Lovers 88 (1988) – Rounder Records